# Пиасабусу
Пиасабусу (порт. Piaçabuçu) — муниципалитет в Бразилии, входит в штат Алагоас. Составная часть мезорегиона Восток штата Алагоас. Входит в экономико-статистический микрорегион Пенеду. Население составляет 17 980 человек (2008 год). Занимает площадь 242,9 км².

## История
Основан 31 мая 1832 года.